# Mayte Martínez
Pour les articles homonymes, voir Martinez.
María Teresa Martínez Jiménez dite Mayte Martínez, née le 17 mai 1976 à Valladolid, est une athlète espagnole, pratiquant le 800 m.

## Biographie
Habituée aux places d'honneur en grands championnats, elle échoue cependant aux Jeux olympiques d'été de 2000 et 2004, par deux fois en demi-finale.
Aux championnats du monde, elle se classe septième en 2001 et cinquième en 2005, mais en 2007 elle obtient le bronze à Osaka, derrière Janeth Jepkosgei et Hasna Benhassi, en 1 min 57 s 62, établissant son record personnel.
En 2002, elle devient vice-championne d'Europe derrière la Slovène Jolanda Ceplak mais devant la Britannique Kelly Holmes.
En compétition, elle pèse 56 kg pour 1,68 m.

## Palmarès

### Jeux olympiques d'été
- Jeux olympiques d'été de 2000 à Sydney ( Australie)
  - éliminée en demi-finale sur 800 m
- Jeux olympiques d'été de 2004 à Athènes ( Grèce)
  - éliminée en demi-finale sur 800 m

### Championnats du monde d'athlétisme
- Championnats du monde de 2001 à Edmonton ( Canada)
  - 7e sur 800 m
- Championnats du monde de 2005 à Helsinki ( Finlande)
  - 5e sur 800 m
- Championnats du monde de 2007 à Osaka ( Japon)
  -  3e avec son meilleur temps de 1 min 57 s 62 (PB)
- Championnats du monde de 2009 à Berlin ( Allemagne)
  - 7e sur 800 m

### Championnats du monde d'athlétisme en salle
- Championnats du monde d'athlétisme en salle de 2001 à Lisbonne ( Portugal)
  - éliminée en série sur 800 m
- Championnats du monde d'athlétisme en salle de 2003 à Birmingham ( Royaume-Uni)
  -  Médaille de bronze sur 800 m
- Championnats du monde d'athlétisme en salle de 2004 à Budapest ( Hongrie)
  - éliminée en demi-finale sur 800 m
- Championnats du monde d'athlétisme en salle de 2008 à Valence ( Espagne)
  - 4e sur 800 m

### Championnats d'Europe d'athlétisme
- Championnats d'Europe d'athlétisme de 2002 à Munich ( Allemagne)
  -  Médaille d'argent sur 800 m
- Championnats d'Europe d'athlétisme de 2006 à Göteborg ( Suède)
  - 7e sur 800 m
- Championnats d'Europe d'athlétisme de 2010 à Barcelone ( Espagne)
  - 6e sur 800 m

### Championnats d'Europe d'athlétisme en salle
- Championnats d'Europe d'athlétisme en salle de 2002 à Vienne ( Autriche)
  - 4e sur 800 m
- Championnats d'Europe d'athlétisme en salle de 2005 à Madrid ( Espagne)
  -  Médaille d'argent sur 800 m
- Championnats d'Europe d'athlétisme en salle de 2007 à Birmingham ( Royaume-Uni)
  - 5e sur 1 500 m

### National
- 8 titres au 800 m (2000-2002, 2004-2007, 2009) et 8 en salle (2001-2008)
- 1 titre au 400 m (2010)

### Records
| Épreuve       | Performance        | Lieu   | Date              |
| ------------- | ------------------ | ------ | ----------------- |
| 800 m         | 1 min 57 s 62      | Osaka  | 26 août 2007      |
| 800 m (salle) | 1 min 59 s 52      | Gand   | 8 février 2004    |
| 1000 m        | 2 min 33 s 06 (RN) | Huelva | 13 septembre 2007 |

## Sources
- (de) Cet article est partiellement ou en totalité issu de l’article de Wikipédia en allemand intitulé « Mayte Martínez » (voir la liste des auteurs).